# Der Dritte Raum
Der Dritte Raum ist ein Techno-Projekt des aus Göttingen stammenden Produzenten Andreas Krüger.

## Entstehung
Nachdem Andreas Krüger bei einer Techno-Party Anfang der 1990er Sven Väth ein Demo-Tape überreicht hatte, kam er schnell bei dessen Plattenlabel Harthouse unter Vertrag. Als Harthouse 1997 Konkurs anmeldete, wechselte Der Dritte Raum zum Plattenmulti Virgin. 2005 kam er schließlich zum Independent-Label Resopal Schallware.

## Beschreibung
Stilistisch hat sich Der Dritte Raum über die Zeit hinweg verändert, ohne jedoch seine Unverwechselbarkeit zu verlieren. Oft verwendete Elemente sind betont kurze Snare Drums, komplexe Hi-Hat Strukturen auf Achtel- und Sechzehntel-Noten, markante Bassläufe, eine Vielzahl an kleinen Rhythmus-Variationen, knarzende Geräusche und der Einsatz eines langgezogenen Flanger-Effekts. Basierend auf diesem Grundfundament konstruiert Krüger Musik, die vor allem aus ungewöhnlichen Klängen und Tönen besteht.
Auf dem Debüt-Album dominierten Einflüsse aus Progressive Techno, Acid, Goa und Trance. Die einzelnen Tracks hatten lange Laufzeiten (bis über 10 Minuten) und beinhalteten einige psychedelisch-melodische Elemente. Mit der Elektro Disco EP wurde die Musik etwas weniger harmonisch, dafür hypnotischer und technoider. Bis zum Album Raumgleiter (1998) wurde der Stil verfeinert und entwickelt, danach folgte mit dem Album Distanz ein deutlicher Stilwandel hin zu vielen, verspielten Elektronik-Elementen. Mit Klubraum folgte eine Rückkehr zum progressiven Club Techno-Sound.

## Live-Auftritte

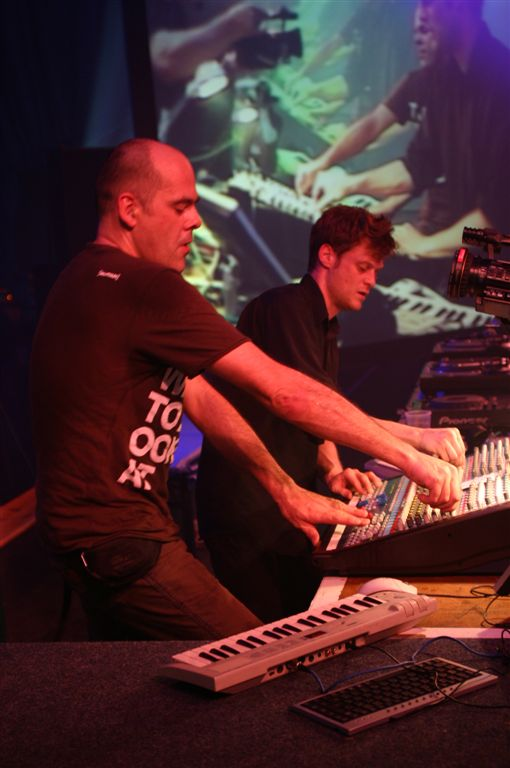
Live-Auftritt 2006

Berühmt geworden ist Der Dritte Raum innerhalb der Techno-Szene vor allem durch die Liveauftritte (Liveacts), die Krüger zusammen mit Ralf Uhrlandt bestreitet. Im Gegensatz zu vielen anderen Formationen dieser Musikrichtung nehmen Krüger und Uhrlandt direkt Einfluss auf die Rohdaten, die von den beiden Apple-Laptops als Audiodaten ans Mischpult oder als MIDI-Daten an die verschiedenen Synthesizer gesendet werden. So ist wie bei einer „herkömmlichen“ Band jeder Auftritt anders und Improvisation ist ein wichtiger Bestandteil. Wiederholt wurden sie als einer der besten deutschen Live-Acts von verschiedenen Szene-Magazinen ausgezeichnet.

## Studio
Im Studio arbeitet Krüger allein. Seine bevorzugten Geräte sind analoge Synthesizer und Modularsysteme (wie zum Beispiel der „A-100“ von Doepfer).
Neben dem Projekt Der Dritte Raum produzierte Andreas Krüger auch zeitweise unter anderen Pseudonymen, z. B. als Dr. DNA, Plaste + Elaste, Der Stern von Afrika oder Perpetuum Mobile.

## Diskografie

### Alben
- 1994: Mental Modulator
- 1994: Dr. DNA – Heliomorph
- 1996: Wellenbad
- 1998: Raumgleiter
- 2000: Distanz
- 2003: Klubraum (Un-CD)
- 2003: Dr. DNA – Research & Development
- 2005: Der kleine Korg und das Echo
- 2010: Rosa Rausch
- 2013: Morgenland
- 2015: Aydszieyalaidnem
- 2016: Electric Friends
- 2017: D3R-25 Eins
- 2021: KOMMIT

### EPs
- 1993: Dr. DNA – Animalution
- 1995: Elektro Disco
- 1996: Perpetuum Mobile – Für Sanne
- 1996: Plaste & Elaste
- 1997: Plaste & Elaste – Vol. 2

### Singles
- 1995: Montiee
- 1995: Deep Sea
- 1996: Einsatz
- 1996: Trommelmaschine Rmx
- 1996: Alienoid Rmx
- 1998: Hale Bopp (Verkauf wurde nach wenigen Wochen eingestellt, weil das Copyright für sämtliche Veröffentlichungen mit dem Titel „Hale Bopp“ vergeben ist)
- 1998: Polarstern/Trommelmaschine
- 1998: Polarstern Rmx (incl. Hale Bopp)
- 2000: Der Schrittmacher
- 2000: Da tanz ich doch lieber Rumba
- 2003: Tantzstanze/Spurrillen
- 2003: Akkordarbeit/Bohrer
- 2003: Dr. DNA – Metalbase
- 2004: Dr. DNA – The Missing Vinyl
- 2005: Doppel/Krank
- 2006: Chido Wey Rmx
- 2006: Doppel Rmx
- 2006: Flummi
- 2007: Plutonium
- 2008: Sieben
- 2008: Swing Bop
- 2010: Rosa Rausch
- 2011: Swing Bop Rmx
- 2012: Zweitakt

### Remixe
- 1996: Cygnus X: Hypermetrical (The Third Room Remix)
- 1996: Man of the last Third: Evolution of X (Der Dritte Raum Remix)
- 1997: The Moon and the Sun (Der Dritte Raum Remix)
- 1997: Lava: Din (Der Dritte Raum Remix)
- 1997: X-Dream: Radiohead (Der Dritte Raum Remix)
- 1997: Greenman: Discordia (Der Dritte Raum Remix)
- 1998: Ramin: Brainticket (Der Dritte Raum Remix)
- 1999: Chant: Sweet Image (Der Dritte Raum Remix)
- 1999: Modus 1: Partie de Systeme (Der Dritte Raum Remix)
- 1999: Veracocha: Carte Blanche (Der Dritte Raum Remix)
- 1999: Camouflage: Thief (Der Dritte Raum Remix)
- 2000: Resistance D: Feel so high (Der Dritte Raum Remix)
- 2000: Vorsprung durch Technik: Viscospace (Der Dritte Raum Remix)
- 2000: Intact Instinct: Chicago Coin Cinema (Der Dritte Raum Remix)
- 2000: Index ID: Reise (Der Dritte Raum Remix)
- 2001: Transform: Transformation (Transition D3R Remix)
- 2001: Greenman: Go back (Der Dritte Raum Remix)
- 2002: Charasmatix: Society FX (Der Dritte Raum Remix)
- 2003: Iconesque: Black Pearl (Der Dritte Raum Remix)
- 2003: Telemen: Angels of Mercy (Der Dritte Raum Remix)
- 2008: Fenin: Breakin (Der Dritte Raum Remix)
- 2008: Topcats: Esmeralda (Der Dritte Raum Remix)

## Auszeichnungen
- Dance Music Award
  - 2000: in der Kategorie „Der Discomaniac“ (Trommelmaschine)